# Sentiss ciamà papà
(Il ritornello della canzone)
Sentiss Ciamà Papà (tradotto: Sentirsi chiamare papà) è una canzone in dialetto milanese scritta e composta dal duo Giovanni D'Anzi e Alfredo Bracchi.
Questa canzone esprime il suo desiderio di D'Anzi di avere un figlio, di avere una famiglia numerosa e sentirsi chiamare papà, cosa che il maestro non riuscì a realizzare nella vita e visse in solitudine.